# (177245) 2003 WB
(177245) 2003 WB — астероїд головного поясу, відкритий 17 листопада 2003 року.
Тіссеранів параметр щодо Юпітера — 3,317.